# Мамраев, Мартбек
Мартбек Мамраев (2 марта 1908, с. Акжол, ныне Каркаралинский район — 20 ноября 1989, Караганда, Карагандинская область) — гвардии старший сержант, командир пулемётного расчёта 32-го гвардейского стрелкового полка 12-гвардейской стрелковой дивизии 61-й армии, Герой Советского Союза (1944).

## Биография
Мартбек Мамраев родился 2 марта 1908 года в ауле № 20 (ныне село Акжол, Каркаралинского района). Происходит из подрода кудайберли-булбул рода Каракесек племени аргын.
Вырос и сформировался как личность в благодатной крестьянской семье на степных просторах. В 1931 году по призыву комсомола Мартбек пришёл на строительство Караганды. Работал навалоотбойщиком на шахте. Потом по окончании курсов — электромонтёром и механиком участка. С 1936 года он — председатель шахтного комитета и с 1940 года — вожак коммунистов шахты № 3-бис.
В 1942 году Мартбек Мамраев ушёл на фронт Великой Отечественной войны. У стен Сталинграда произошло первое боевое крещение, где он был ранен и до августа 1943 года находился в госпитале и потом снова в бой, составе 12-й гвардейской стрелковой дивизии, которая шла в наступление за город Димитров. Стрелковая рота Мамраева была впереди всех. Когда на неё обрушился вражеский огонь, смертельно раненый командир роты сказал: «Старший сержант Мамраев! Принимайте командование!». За доблесть и умелое командование ротой в этом бою Мамраев был награждён орденом Красного Знамени.
С боями шёл Мартбек на запад. В конце сентября 1943 года советские войска вышли к Днепру, начался штурм водной преграды. По остаткам взорванной фашистами временной переправы расчёт Мамраева перебрался на другой берег. Три дня и три ночи пулемётчики коммуниста Мамраева под шквальным огнём противника удерживали плацдарм. В этом бою Мамраев был снова ранен, но поле боя не покинул. Один за другим выходили из строя бойцы, многие были ранены, убиты, а старший сержант Мамраев поддерживал переправу советских подразделений.
Операция по форсированию Днепра была завершена успешно. Вёл многодневные бои за украинскую столицу, успешно штурмовал переправы противника через Днепр. Указом Президиума Верховного Совета СССР «О присвоении звания Героя Советского Союза генералам, офицерскому, сержантскому и рядовому составу Красной Армии» от 15 января 1944 года за «образцовое выполнение боевых заданий командования по форсированию реки Днепр и проявленные при этом мужество и героизм» удостоен звания Героя Советского Союза с вручением ордена Ленина и медали «Золотая Звезда».
После демобилизации из рядов Советской Армии, Мартбек Мамраев работал парторгом на шахте им. Кирова, затем первым секретарём Ленинского райкома КПСС города Караганды и после — заместителем председателя горисполкома Караганды. Последние годы своей жизни, вплоть до выхода на пенсию в 1985 году, он трудился в Химико-металлургическом институте Академии наук Казахской ССР.

## Награды
- Медаль «Золотая Звезда».
- Орден Ленина.
- Орден Отечественной войны 1-й степени (06.04.1985)[6].
- Доблестный труд Почётного гражданина Караганды Мамраева в мирное время отмечен орденом «Знак Почёта», Грамотами Верховного Совета Казахской ССР, медалями.

## Память
- Именем Героя названо село в Каркаралинском районе[7].

В г. Караганда, в Майкудуке, его именем назван микрорайон.